# Hyrachyidae
De Hyrachyidae zijn een familie van uitgestorven zoogdieren die leefden in het Vroeg- tot Laat-Eoceen. De familie telt één geslacht: Hyrachyus.

## Ontwikkeling
Deze familie vormde de overgang tussen de tapirs en de neushoorns. Van deze laatsten wordt aangenomen dat ze zijn voortgekomen uit kleine tapir-achtige dieren, zoals Hyrachyus.

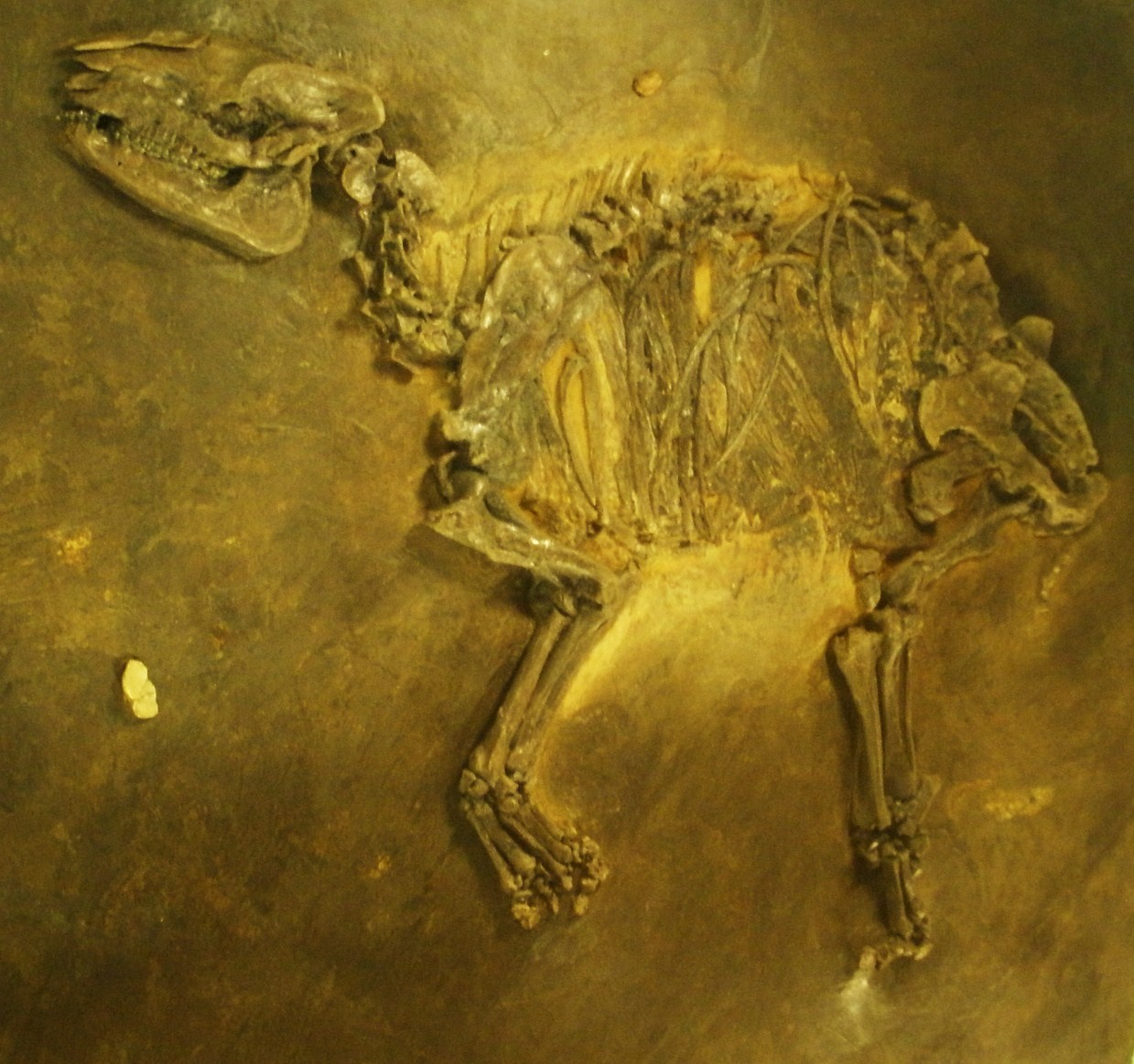
niet nader gedetermineerde Hyrachyus